# Trisetum koidzumianum
Trisetum koidzumianum là một loài thực vật có hoa trong họ Hòa thảo. Loài này được Ohwi miêu tả khoa học đầu tiên năm 1933.